# مراسلة

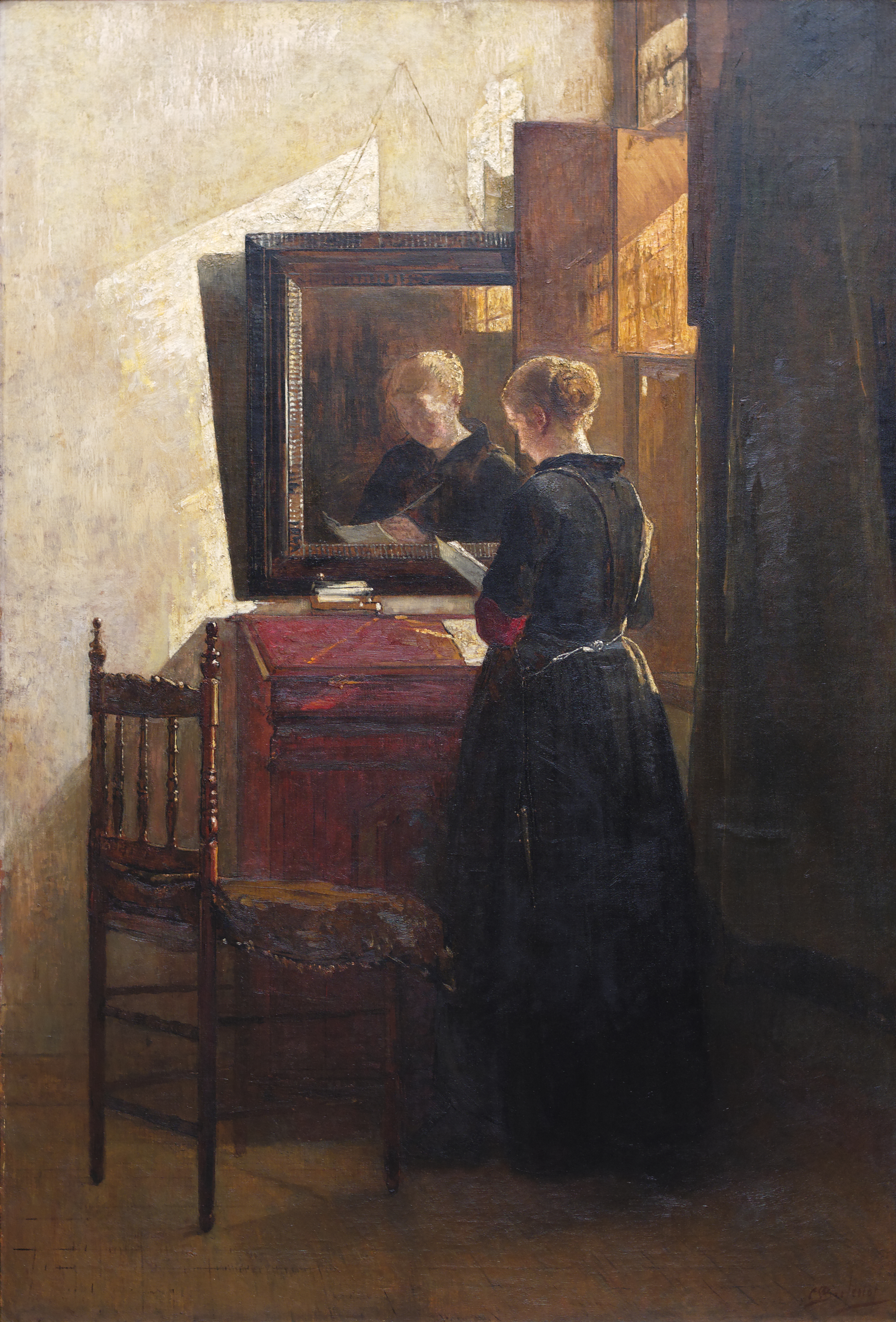

المراسلة هي عملية يتبادل فيها طرفان رسائل وأخبار على فترة طويلة من الزمن. وهي عملية قديمة، فمنذ قديم الزمان كان الإنسان يسعى لمعرفة أخبار المجموعة البشرية القريبة منه أو البعيدة مستعملا في ذلك وسائل متعددة، يسعى من خلالها إلى تحقيق التواصل ومعرفة الأخبار، كاستعمال دقات الطبول، وإشعال النار في الأماكن العالية، والحمام الزاجل، وانتقال الأشخاص من بلد إلى آخر حامين الأخبار، ثم ظهور البريد والبريد السريع.
ومع تطور الإنسان وتقدمه من الناحية المعرفية، والعلمية تطورت وسيلة معرفة الأخبار، والتراسل وتشعب المضمون، وذلك بفضل التطور الهائل الذي عرفته وسائل الاتصال، وكان آخرها التراسل عبر الانترنت الذي قرب المسافات وجعل العالم كله قرية صغيرة، وأصبح التعاطي مع هذه الوسيلة الحديثة ينتشر بسرعة بين الأفراد، والمجتمعات المختلفة.

## الأنواع
- التراسل المناسباتي (أعياد،أفراح، أحزان، ذكريات.....)
- التراسل المعلوماتي (تبادل المعلومات والأفكار والدراسات والبحوث)
- التراسل المؤسساتي (المراسلة بين المؤسسات الحكومية، المرسلات من أجل طلب وظيفة مراسلة الجامعات والمعاهد قصد التسجيل فيها لمتابعة الدراسة)
- التراسل التضامني
- التراسل الإخباري
- التراسل التعارفي